# Cyclocheilichthys schoppeae
Cyclocheilichthys schoppeae är en fiskart som beskrevs av Cervancia och Maurice Kottelat 2007. Cyclocheilichthys schoppeae ingår i släktet Cyclocheilichthys och familjen karpfiskar. Inga underarter finns listade i Catalogue of Life.